# Une nuit d'épouvante
Une nuit d’épouvante est une nouvelle d’Anton Tchekhov, parue en 1884.

## Historique
Une nuit d'épouvante est initialement publiée dans la revue russe Divertissement, no 50, du 18 juin 1884, signée A.Tchékhonté. Dans cette traduction, les noms propres ont été francisés pour faire ressortir le côté comique.

## Résumé
Ivan Lobsèque raconte la nuit d’épouvante qu’il a passé il y a quelques mois. De retour d’une séance de spiritisme où on lui avait annoncé « ta vie s’achemine vers son déclin… Fais ton examen de conscience, cette nuit », il rentre dans son logis, craque une allumette et voit un cercueil au milieu de la pièce. Il prend ses jambes à son cou et part chercher refuge chez son ami De Profondis. Ce dernier est absent. Ivan cherche la clé, craque une allumette et voit un cercueil au milieu de la pièce : devient-il fou ? Il court chez le docteur cimetière, le croise alors que celui-ci descend quatre à quatre les marches de son immeuble : il a également vu un cercueil chez lui.
Les deux amis remontent dans l’appartement et trouvent dans le cercueil une lettre de leur ami commun Jean Mâchoire. Ce dernier a déposé chez plusieurs de ses amis les plus beaux cercueils qu'avait en stock son beau-père qui va être saisi le lendemain : il veut ainsi sauver le maximum de cercueil.

## Édition française
- Une nuit d’épouvante, traduit par Madeleine Durand et André Radiguet (révisé par Lily Denis), in Œuvres I, Paris, Éditions Gallimard, coll. « Bibliothèque de la Pléiade » no 197, 1968  (ISBN 978-2-07-0105-49-6).